# 三星Galaxy A31
三星Galaxy A31是一款由韩国三星电子于2020年3月24日推出，2020年4月27日首发的中阶Android智能手机，隶属于三星Galaxy A系列，为三星Galaxy A30的后继产品。搭载Android 10操作系统以及One UI 2.1用户界面。